# Голков, Александр Михайлович
Алекса́ндр Миха́йлович Голко́в (род. 4 июля 1965, Улан-Удэ) — российский политик и общественный деятель, бывший мэр Улан-Удэ (с декабря 2012 по март 2019).

## Биография
В 1987 году с отличием окончил Восточно-Сибирский технологический институт (ВСГТУ) по специальности «автомобили и автомобильное хозяйство». Стажировался во Всесоюзном заочном машиностроительном институте (позднее МИП — Московский институт приборостроения). В 2003 году окончил с отличием Российский государственный гуманитарный университет по специальности «юрист».
В 1988 году поступил в аспирантуру Московского института приборостроения, сочетая учебу с преподавательской и научно-исследовательской деятельностью. В 1991 году защитил кандидатскую диссертацию по теории механизмов и машин.
В 1992 году, возвратившись в Улан-Удэ, начал преподавать в ВСГТУ. Через год занялся предпринимательской деятельностью, в 1994 году возглавил обанкротившийся киномеханический завод и создал новое производство, которое получило название ЗАО «Спецмебель» — предприятие, завоевавшее признание как производитель и разработчик не только специализированной учебной мебели, но и современной офисной, а также мягкой мебели для госучреждений, библиотек, музеев, театров и кинотеатров Бурятии, Восточной Сибири и Монголии.
Являясь генеральным директором ЗАО «Спецмебель», А. М. Голков трижды становился победителем республиканского конкурса «Предприниматель года». За особые заслуги в области управления предприятием дважды награждался российской общенациональной премией Петра Великого в номинации «Лучший менеджер России».
С ноября 2001 по декабрь 2007 года возглавлял работу дирекции Союза промышленников и предпринимателей Республики Бурятия.
В 2002 году награждён Почетным знаком Российского союза промышленников и предпринимателей. За большой личный вклад в развитие отечественной промышленности и предпринимательства, создание основ рыночной экономики кандидату технических наук А. М. Голкову было присвоено почётное звание «Заслуженный инженер Республики Бурятия».
В 2003 году избран депутатом Улан-Удэнского городского Совета по Школьному избирательному округу. В декабре 2007 года избран председателем Улан-Удэнского городского Совета депутатов III созыва. В марте 2009 года стал председателем Улан-Удэнского городского Совета депутатов IV созыва, председателем Комитета по финансово-экономическим вопросам и бюджету.
Член Президиума регионального политсовета партии «Единая Россия». Член политсовета Улан-Удэнского местного отделения партии «Единая Россия». Член Координационного Совета Союза представительных органов местного самоуправления муниципальных образований Российской Федерации.
В декабре 2012 года избран мэром Улан-Удэ (главой городского округа Улан-Удэ) из состава депутатов Городского совета.
Вечером 25 февраля 2019 года Александр Голков подал заявление о своей отставке с поста мэра Улан-Удэ в аппарат Улан-Удэнского городского Совета депутатов.
Ныне проживает в Москве.

## Награды
В 2012 году за особые заслуги в развитии местного самоуправления награждён Почётной грамотой Государственной Думы Федерального Собрания РФ.
Награждён медалью «За вклад в развитие местного самоуправления в России» Союза представительных органов местного самоуправления муниципальных образований РФ.
В сентябре 2015 года награждён Почётной грамотой Совета Федерации Федерального Собрания РФ.